# قانون کار اروپا
قانون کار اروپا استانداردهای اساسی فراملی استخدام و مشارکت در محل کار در اتحادیه اروپا و کشورهایی که به کنوانسیون اروپایی حقوق بشر پایبند هستند را تنظیم می‌کند. در تعیین سطوح نظارتی برای رقابت برای سرمایه‌گذاری اشتغال‌زا در اتحادیه، و در ارتقاء درجه‌ای از مشاوره با کارکنان در محل کار، قانون کار اروپا به عنوان ستونی از «مدل اجتماعی اروپایی» در نظر گرفته می‌شود. علیرغم تنوع گسترده در حمایت از اشتغال و تأمین رفاه مرتبط بین کشورهای عضو، معمولاً با شرایط ایالات متحده تضاد وجود دارد.
اتحادیه اروپا، بر اساس معاهده عملکرد اتحادیه اروپا، بند ۱ ماده ۱۵۳ می‌تواند از رویه قانونگذاری عادی در فهرست رشته‌های قانون کار استفاده کند. این امر به ویژه مقررات دستمزد و چانه‌زنی جمعی را مستثنی می‌کند. چهار زمینه اصلی مقررات اتحادیه اروپا در مورد حقوق کار شامل (۱) حقوق فردی کار، (۲) مقررات ضد تبعیض، (۳) حقوق اطلاعات، مشاوره و مشارکت در کار، و (۴) حقوق برای امنیت شغلی است. تقریباً در همه موارد، اتحادیه اروپا از این اصل پیروی می‌کند که کشورهای عضو همیشه می‌توانند حقوقی را ایجاد کنند که برای کارگران مفیدتر باشد.
اصل اساسی قانون کار این است که قدرت چانه‌زنی نابرابر کارکنان جایگزینی قوانین در مالکیت و قرارداد با حقوق مثبت اجتماعی را توجیه می‌کند تا مردم بتوانند برای مشارکت کامل در یک جامعه دموکراتیک امرار معاش کنند. صلاحیت‌های اتحادیه اروپا عموماً از اصولی پیروی می‌کند که در منشور جامعه حقوق اساسی اجتماعی کارگران ۱۹۸۹، معرفی شده در «فصل اجتماعی» معاهده ماستریخت تدوین شده است.